# Sinéad O'Connor
Shuhada' Sadaqat, bedre kendt under sit tidligere navn og fortsatte kunstnernavn Sinéad O'Connor (født Sinéad Marie Bernadette O'Connor 8. december 1966 i Glenageary nær Dublin, død 26. juli 2023 i London) var en irsk sangerinde og sangskriver. Hendes musikalske karriere begyndte for alvor med debutalbummet The Lion and the Cobra fra 1987, der opnåede en guldplade og blev nomineret til en Grammy. Hun opnåede en verdensomspændende succes i 1990 med et nyt arrangement af sangen "Nothing Compares 2 U", som oprindelig er skrevet af Prince til gruppen The Family. Hun har udgivet ti soloalbum og derudover en række singler.

## Privatliv
Som barn gik O'Connor på katolsk kostskole.
Hun lod sig kronrage som ung for at slippe for at blive set som et sexobjekt.[kilde mangler]
Hun har en historie med mentale problemer, selvmordsforsøg og blev misbrugt som barn. I 2016 fortalte hun, at hun havde tilbragt 30 dage på et rehabiliteringscenter for at afslutte sit 30 år lange hashmisbrug.
Hun havde fire børn, hvoraf hun overlevede sin søn, Shane, der døde i 2022 i en alder af 17 år.

## Navneforandring
I 2017 ændrede O'Connor sit navn til Magda Davitt. Den 19. oktober 2018 oplyste hun på sin Twitter-profil, at hun var konverteret til islam og i den forbindelse havde ændret navn til Shuhada' Shadaqat.
Efter sin omvendelse til islam skrev hun den 6. november 2018 i et tweet: ”Jeg er frygtelig ked af det. Det, jeg er ved at sige, er noget så racistisk, at jeg aldrig troede, min sjæl ville kunne føle det. Men jeg vil virkelig aldrig bruge tid med hvide mennesker igen (hvis det er det, som ikke-muslimer bliver kaldt). Slet ikke overhovedet. De er ulækre”.
Senere samme måned udtalte O'Connor, at hendes bemærkninger blev fremsat i et forsøg på at tvinge Twitter til at lukke hendes konto. I september 2019 undskyldte hun for bemærkningerne og sagde, at "De var ikke sande dengang, og de er ikke sande nu. Jeg blev provokeret af islamofobi rettet imod mig. Jeg undskylder for den skade, jeg har forvoldt. Det var et af mange skøre tweets, som gud ved."

## Udgivelser
Sinéad O'Connor indspillede følgende album:
- 1987: The Lion and the Cobra
- 1990: I Do Not Want What I Haven't Got
- 1992: Am I Not Your Girl?
- 1994: Universal Mother
- 2000: Faith and Courage
- 2002: Sean-Nós Nua
- 2005: Throw Down Your Arms
- 2007: Theology
- 2012: How About I Be Me (and You Be You)?
- 2014: I'm Not Bossy, I'm the Boss

## Hæder
| År   | Modtager/nomineret arbejde            | Pris                                                                      | Resultat    |
| ---- | ------------------------------------- | ------------------------------------------------------------------------- | ----------- |
| 1989 | The Lion and the Cobra                | Grammy Award for Best Female Rock Vocal Performance                       | Nomineret   |
| 1990 | Sinéad O'Connor                       | Rockbjornen for Best Foreign Artist                                       | Vundet      |
| 1990 | Sinéad O'Connor                       | Billboard Music Awards for Rock Female Artist                             | Vundet      |
| 1990 | "Nothing Compares 2 U"                | Billboard Music Awards for No.1 World Single                              | Vundet      |
| 1990 | "Nothing Compares 2 U"                | MTV Video Music Award for Video of the Year                               | Vundet      |
| 1990 | "Nothing Compares 2 U"                | MTV Video Music Award for Best Female Video                               | Vundet      |
| 1990 | "Nothing Compares 2 U"                | MTV Video Music Award for Best Post-Modern Video                          | Vundet      |
| 1990 | "Nothing Compares 2 U"                | MTV Video Music Award for Breakthrough Video                              | Nomineret   |
| 1990 | "Nothing Compares 2 U"                | MTV Video Music Award for Viewer's Choice                                 | Nomineret   |
| 1990 | "Nothing Compares 2 U"                | MTV Video Music Award for International Viewer's Choice (MTV Europe)      | Nomineret   |
| 1991 | "Nothing Compares 2 U"                | Grammy Award for Record of the Year                                       | Nomineret   |
| 1991 | "Nothing Compares 2 U"                | Grammy Award for Best Female Pop Vocal Performance                        | Nomineret   |
| 1991 | "Nothing Compares 2 U"                | Grammy Award for Best Music Video, Short Form                             | Nomineret   |
| 1991 | I Do Not Want What I Haven't Got      | Grammy Award for Best Alternative Music Performance                       | Vundet      |
| 1991 | I Do Not Want What I Haven't Got      | Juno Awards for International Album of the Year                           | Nomineret   |
| 1991 | Sinéad O'Connor                       | Juno Awards for International Entertainer of the Year                     | Nomineret   |
| 1991 | Sinéad O'Connor                       | American Music Award for Favorite Pop/Rock Female Artist                  | Nomineret   |
| 1991 | Sinéad O'Connor                       | Brit Award for International Female Solo Artist                           | Vundet      |
| 1991 | Sinéad O'Connor                       | Danish Music Awards for Foreign Female Artist of the Year                 | Vundet      |
| 1991 | "Nothing Compares 2 U"                | Danish Music Awards Foreign Hit of the Year                               | Vundet      |
| 1992 | Year of the Horse                     | Grammy Award for Best Music Video, Long Form                              | Nomineret   |
| 1994 | "You Made Me the Thief of Your Heart" | MTV Video Music Award for Best Video from a Film                          | Nomineret   |
| 1994 | Sinéad O'Connor                       | Goldene Europa Awards for Best International Singer                       | Vundet      |
| 1994 | Sinéad O'Connor                       | Žebřík Music Award for Best International Female                          | Nomineret   |
| 1995 | Sinéad O'Connor                       | Brit Award for International Female Solo Artist                           | Nomineret   |
| 1996 | "Famine"                              | Grammy Award for Best Music Video, Short Form                             | Nomineret   |
| 1996 | "Famine"                              | D&AD Award for Pop Promo Video (Individual)                               | Wood Pencil |
| 2000 | "No Man's Woman"                      | Billboard Music Video Award for Best Jazz/AC Clip of the Year             | Nomineret   |
| 2000 | Sinéad O'Connor                       | Žebřík Music Award for Best International Female                          | Nomineret   |
| 2003 | "Troy"                                | International Dance Music Awards for Best Progressive House/Trance Track  | Nomineret   |
| 2003 | "Tears from the Moon"                 | International Dance Music Awards for Best Progressive House/Trance Track  | Nomineret   |
| 2004 | Sinéad O'Connor                       | Meteor Music Awards for Best Irish Female                                 | Nomineret   |
| 2005 | Sinéad O'Connor                       | Meteor Music Awards for Best Irish Female                                 | Nomineret   |
| 2006 | Sinéad O'Connor                       | Meteor Music Awards for Best Irish Female                                 | Nomineret   |
| 2007 | Sinéad O'Connor                       | Meteor Music Awards for Best Irish Female                                 | Nomineret   |
| 2008 | Sinéad O'Connor                       | Meteor Music Awards for Best Irish Female                                 | Nomineret   |
| 2012 | "Lay Your Head Down"                  | World Soundtrack Award for Best Original Song Written Directly for a Film | Vundet      |
| 2012 | "Lay Your Head Down"                  | Golden Globe Award for Best Original Song                                 | Nomineret   |
| 2012 | "Queen of Denmark"                    | Rober Awards Music Poll for Best Cover Version                            | Nomineret   |
| 2013 | "GMF" (with John Grant)               | Rober Awards Music Poll for Song of the Year                              | Nomineret   |
| 2015 | I'm Not Bossy, I'm the Boss           | Meteor Choice Music Prize for Best Album                                  | Nomineret   |
| 2015 | "Take Me To Church"                   | Meteor Choice Music Prize for Song of the Year                            | Nomineret   |
| 2023 | I Do Not Want What I Haven't Got      | Choice Music Prize 'Classic Irish Album'                                  | Vundet      |